# Wasp (personaggio)
Wasp, il cui vero nome è Janet van Dyne, è un personaggio dei fumetti statunitensi creato da Stan Lee, H.E. Huntley (testi) e Jack Kirby (disegni), pubblicato dalla Marvel Comics. La sua prima apparizione avviene in Tales to Astonish (vol. 1) n. 44 (giugno 1963).
Geneticamente modificata dal primo Ant-Man (Hank Pym), Janet van Dyne ottiene la capacità di modificare le sue dimensioni, volare tramite ali d'insetto biosintetiche ed emettere scariche d'energia bio-elettrico sotto forma di "aculei"; assunta l'identità di Wasp, diviene una supereroina compagna d'avventure, fidanzata e per un certo periodo moglie, di Pym nonché membro fondatore e primo componente femminile dei Vendicatori. Caratterizzata dalla grande passione per la moda, Wasp è inoltre il personaggio che ha cambiato il maggior numero di costumi nell'Universo Marvel.
Nella classifica stilata nel 2011 da IGN, si è posizionata al 99º posto come più grande eroina della storia dei fumetti, dopo Nova e prima di Groo, inoltre è risultata 94ª nella classifica di Comics Buyer's Guide «Le 100 donne più sexy dei fumetti».

## Storia editoriale
Il personaggio di Janet van Dyne è esordito nel giugno 1963 sul numero 44 di Tales to Astonish, ideato da Stan Lee, scritto da H.E. Huntley ed illustrato da Jack Kirby. Introdotta come partner di Henry Pym per movimentare le storie di Ant-Man, Wasp è stata comprimaria delle sue avventure fino al numero 69 della testata (luglio 1965) riscuotendo una tale popolarità da divenire contemporaneamente una dei protagonisti della serie The Avengers, il cui primo numero è uscito nel settembre 1963. Le avventure col gruppo portano grande notorietà al personaggio che continua ad apparirvi ininterrottamente ad eccezione di un breve periodo tra novembre 1972 e luglio 1973, in cui diviene coprotagonista di un ciclo di storie dedicate ad Ant-Man e pubblicate su Marvel Feature; nel corso degli anni settanta inoltre, durante la sua gestione della testata George Pérez rinnova diverse volte il costume di Wasp, cosa che ha un impatto significativo sullo sviluppo del personaggio: «È diventata una battuta. Nel caso di Wasp, ho notato che ha così tanti costumi che alla fine mi sono detto "Perché no?" credo di aver lavorato al fumetto abbastanza a lungo quello che era solo un po' di idiosincrasia per il personaggio è diventato a pieno titolo parte della sua personalità».
Dal numero 217 fino al numero 278 di The Avengers (marzo 1982-aprile 1987) Wasp ricopre la carica di leader del gruppo, divenendo così il membro che ha detenuto il ruolo più a lungo dopo Capitan America. In seguito compare in qualità di comprimaria nella testata West Coast Avengers dal numero 32 al 42 (maggio 1988-marzo 1989) per poi tornare a ricoprire un ruolo centrale nel terzo volume di The Avengers a partire dal numero 27, pubblicato nell'aprile 2000, fino alla chiusura della testata nel settembre 2004.
Il personaggio ricompare in seguito sulle pagine di Mighty Avengers fino all'undicesimo numero (maggio 2008) e al crossover Secret Invasion, a seguito del quale viene data per morta fino al numero 34 del quarto volume di The Avengers (gennaio 2013) divenendo in seguito una dei personaggi principali della serie Uncanny Avengers, anche dopo il rilancio di tutte le testate della casa editrice sotto il marchio All New All Different Marvel.

## Biografia del personaggio

### Origini
Nata a Cresskill, New Jersey, dal celebre scienziato Vernon van Dyne e dalla sua innominata moglie, Janet discende da una famiglia altolocata la cui fortuna ha avuto origine negli anni trenta grazie al lavoro della brillante fashion designer Amelia van Dyne. Cresciuta come una frivola e viziata socialite, poco più che adolescente Janet si invaghisce di un collega del padre, Henry Pym, che intuisce essere il supereroe Ant-Man e a cui chiede aiuto nel momento in cui suo padre viene ucciso da una creatura aliena che ha accidentalmente condotto sulla Terra durante un esperimento.
Colpito dalla determinazione della ragazza, Hank la modifica geneticamente con le Particelle Pym rendendola capace di miniaturizzarsi e farsi crescere ali d'insetto; ottenute abilità simili a quelle di una vespa e adottato appunto il nome di battaglia "Wasp", la giovane riesce a vendicare il genitore contribuendo alla sconfitta dell'alieno che lo ha ucciso diventando successivamente la partner di Ant-Man nella lotta al crimine, combattendo al suo fianco supercriminali quali Testa d'Uovo, il Porcospino e la Trottola Umana. Col tempo i due iniziano inoltre una relazione sentimentale e Janet inizia a disegnarsi da sola i costumi, tutti sgargianti e rigorosamente a volto scoperto, diventando così un personaggio pubblico di fama internazionale e capace di influenzare la moda al pari delle star hollywoodiane.

### Vendicatori
Dopo aver collaborato con Iron Man, Hulk e Thor per sconfiggere Loki, Ant-Man e Wasp propongono la formazione di una squadra che proprio la ragazza decide di battezzare "Vendicatori". Nonostante sia il membro meno potente del gruppo e abbia frequenti atteggiamenti civettuoli coi compagni di squadra per ingelosire Pym, Wasp si dimostra subito un'eroina motivata, una compagna fedele ed un elemento fondamentale tanto sul campo di battaglia quanto nello stemperare gli animi dei membri più caparbi. Ferita nel corso di uno scontro col Conte Nefaria e costretta a lasciare brevemente il gruppo per ristabilirsi, una volta fatto ritorno scopre che i suoi poteri si sono evoluti fino al punto da potersene servire senza bisogno di assumere le Particelle Pym; contemporaneamente Hank assume i panni di "Golia" e, data la durata del loro rapporto, Janet inizia a sperare le faccia una proposta di matrimonio tuttavia, poco dopo, un nuovo vigilante chiamato "Calabrone" si presenta alla base dei Vendicatori dichiarando di aver ucciso Hank Pym e rapisce la ragazza la quale, durante la prigionia, realizza però che il Calabrone è lo stesso Pym (in stato confusionale per via di una sostanza chimica inalata durante un esperimento) e lo convince a sposarla, sebbene la cerimonia venga interrotta dal Circo del Crimine e solo dopo lo scontro gli altri Vendicatori scoprano la verità.
Dopo la luna di miele Calabrone e Wasp ritornano in pianta stabile nel gruppo e quest'ultima aderisce brevemente alla formazione originale delle Liberatrici. Nel breve periodo in cui Hank lascia i Vendicatori e decide di rivestire i panni di Ant-Man, Wasp lo supporta tornando a fargli da partner nel corso delle sue avventure dopodiché si riunisce alla squadra assieme a lui; successivamente Ultron utilizza i tracciati cerebrali di Janet per crearsi una compagna: Jocasta che, tuttavia, lo tradisce alleandosi coi Vendicatori per sconfiggerlo.
Nel frattempo, a causa dello stress accumulato e di alcuni problemi d'instabilità mentale, Pym diventa sempre più paranoico, prepotente e violento nei confronti di Janet, cosa che porta Capitan America a sottoporlo alla corte marziale e a sospenderlo. Sebbene la moglie tenti di consolarlo e di farlo desistere dall'intento di costruire un robot che metta in pericolo i Vendicatori per poi sconfiggerlo davanti ai loro occhi nella speranza di riguadagnarne la fiducia, questi la percuote violentemente e mette in atto il piano comprendendo infine i suoi errori ed abbandonando il gruppo; l'esperienza ed il conseguente divorzio fa maturare molto Janet, tanto da spingerla ad assumere il ruolo di capo dei Vendicatori, rivelandosi uno dei migliori leader nella storia della squadra ed incrementando il numero di componenti femminili con supereroine quali She-Hulk e Monica Rambeau.
Contemporaneamente Janet intraprende una carriera da stilista facendo di She-Hulk la sua modella preferita, rinnova la sua vita sociale ed inizia una relazione con Tony Stark finché questi le rivela di essere il suo compagno di squadra Iron Man, rivelazione a seguito della quale i due, pur rimanendo in buoni rapporti, decidono di smettere di frequentarsi per rispetto nei confronti di Pym. In seguito la donna ha una breve relazione con il mercenario "Paul Denning".
Quando i Signori del male del Barone Zemo riescono ad espugnare la base dei Vendicatori mandando in come Ercole, massacrando Jarvis ed imprigionando Capitan America e il Cavaliere Nero, la leadership di Wasp si rivela determinante per le sorti della squadra difatti, dopo aver sconfitto l'Uomo Assorbente e Titania, essa riesce a guidare Monica Rambeau, Thor e il Dottor Druido in soccorso dei compagni facendoli uscire da uno dei momenti più neri della loro storia. In seguito all'esperienza Janet lascia la squadra, si unisce ai Vendicatori della Costa Ovest e ricominciando una relazione sentimentale con Hank, senza però risposarsi; inoltre, nonostante le venga offerta un posto nella formazione ufficiale del gruppo, decide di rimanere una riserva e successivamente fa ritorno tra le file dei Vendicatori contribuendo a fermare la conquista della Terra da parte di Kang il Conquistatore.
Nel frattempo la relazione tra Hank e Janet viene nuovamente compromessa quando essa si rende conto di non volerlo risposare e inizia dunque una relazione clandestina con Occhio di Falco; confidandosi con Scarlet in merito a tutto ciò fa però involontariamente riferimento ai figli avuti da quest'ultima, che quindi riacquista i ricordi legati ai due, ha un crollo nervoso e perde il controllo dei suoi poteri iniziando a riscrivere la realtà in modo casuale dando origine a un'escalation di distruzione nel corso della quale Visione, Scott Lang e Occhio di Falco vengono uccisi, la base dei Vendicatori distrutta e Janet aggredita da una She-Hulk priva di controllo finendo in coma. Una volta risvegliatasi trova Hank a vegliare sul suo capezzale e decide di dargli un'altra opportunità trasferendosi con lui ad Oxford.

### Civil War e Secret Invasion
Nel corso della guerra civile dei superumani Wasp, così come Hank, si schiera con gli eroi a favore dell'Atto di Registrazione dei Superumani e, per sensibilizzare la comunità supereroistica in merito alla nuova legge, diviene la conduttrice di un reality-TV chiamato "America's Newest Superhero". Inoltre viene reclutata da Carol Danvers tra le file dei Potenti Vendicatori contribuendo a scongiurare l'ennesimo piano per lo sterminio della razza umana ordito da Ultron.
In questo periodo tuttavia, a sua insaputa, Hank viene sostituito da un impostore Skrull di nome Criti Noll, il quale inizia a somministrarle una formula sperimentale che la rende in grado di ingigantirsi senza alcun apparente effetto collaterale finché, nel corso della battaglia finale nel centro di New York per respingere l'invasione segreta degli Skrull, dopo l'apparente morte della regina Veranke, Criti Noll attiva la vera funzione delle particelle facendo ingigantire rapidamente ed incontrollatamente Wasp con l'intento di farla esplodere e rilasciare nell'atmosfera l'arma biologica alla base della formula somministratale; per impedirlo Thor è costretto ad ucciderla scagliandole contro Mjolnir e generando una distorsione spaziodimensionale che la disperde nel nulla.
Per onorarne la memoria il vero Hank, liberato dalla prigionia aliena, assume brevemente l'identità di secondo "Wasp" ed istituisce una fondazione a suo nome dedita ad aiutare tutte le donne in pericolo.

### Ritorno
Tempo dopo i Vendicatori scoprono che Wasp non è morta ma semplicemente intrappolata nel Microverso e si recano in suo soccorso, una volta fatto ritorno Janet si unisce alla detta "Squadra Unione", nuova formazione del gruppo che finanzia privatamente col suo patrimonio per evitare i problemi derivanti dalla sponsorizzazione governativa; contemporaneamente inizia una relazione col leader del gruppo, Havok. Nel corso di una delle missioni della squadra i Gemelli di Apocalisse riescono a sconfiggerli e a distruggere la Terra instaurando una feroce dittatura sul Pianeta X, abitato di soli mutanti, Wasp e Havok sono tra i pochi sopravvissuti ed hanno una figlia, Katie, tuttavia per prevenire l'avvento del suddetto scenario apocalittico si alleano con Kang il Conquistatore mandando le loro menti indietro nel tempo nel corpo delle loro controparti passate; nonostante il piano proceda Kang prende con sé la figlia avuta dei due nel futuro, salvandola dalla cancellazione della linea temporale e promettendo di restituirla qualora la storia si evolvesse comunque in direzione della sua nascita.
Quando Teschio Rosso entra in possesso dei poteri di Onslaught, Scarlet e il Dottor Strange tentano di sconfiggerlo eseguendo un fallimentare incantesimo che finisce con l'invertire la bussola morale di numerosi eroi presenti nei paraggi, tra cui Havok, che dunque diviene malvagio e mantiene la nuova personalità anche dopo l'annullamento dell'inversione, provocando la fine del suo rapporto con Wasp.
In seguito all'apparente morte dell'ex-marito, Janet dona l'attrezzatura di Giant-Man a Scott Lang, il quale la consegna al suo giovane alleato Raz Malhotra, dopodiché si ritira e torna a vestire i panni di Wasp nel momento in cui Jarvis la contatta per presentarle la sua figliastra: Nadia Pym (nata dal primo matrimonio di Pym con Maria Trovaya), con la quale inizia a passare del tempo prendendola sotto la sua ala. Janet aiuta poi la Squadra Unione ad affrontare il redivivo Hank Pym, controllato da Ultron.

## Poteri e abilità
Wasp è in grado di restringersi fino a raggiungere le dimensioni di un insetto e ritornare normale a suo piacimento. Tale processo lascia invariata la sua forza e, sebbene inizialmente richiedesse l'assunzione di una versione gassosa delle Particelle Pym, col passare degli anni è divenuto automatico a causa di una mutazione cellulare provocata dall'uso prolungato della sostanza. Grazie alle modifiche genetiche di Henry Pym, Janet possiede inoltre la capacità di comunicare e manipolare gli insetti, che tuttavia usa raramente, e un paio di ali d'insetto biosintetiche impiantate all'altezza delle scapole che può far spuntare solo se miniaturizzata e con le quali è in grado di volare raggiungendo una velocità di 64 Km/h. Nonostante sia in grado di ingigantirsi fino ad un massimo di 100 ft (30 m) aumentando tutte le sue capacità fisiche in proporzione, Wasp preferisce non servirsi di tale potere se non strettamente necessario.
Oltre ai suoi poteri, Janet è una esperta combattente corpo a corpo, istruita personalmente da Capitan America, nonché un'eccellente stratega, considerata una dei migliori leader avuti dai Vendicatori. Molto apprezzata anche per le sue doti di designer di moda, Janet possiede infine un'acuta intelligenza e capacità deduttive molto al di sopra della norma, difatti è stata in grado di intuire l'identità di Hank come primo Ant-Man, il suo sdoppiamento di personalità come Calabrone e i motivi che lo hanno causato e che i sentimenti provati da Visione per Scarlet derivino in parte dal fatto che questi abbia i tracciati cerebrali di Wonder Man, a sua volta innamorato della donna.
Sebbene inizialmente non possedesse alcuna abilità offensiva, poco dopo la sua prima apparizione, Wasp ha iniziato a servirsi di un'arma ad aria compressa miniaturizzata nei suoi bracciali e, successivamente, ha sviluppato l'abilità di emettere scariche d'energia bio-elettrica dalle mani come una sorta di "aculei" o "punture" (Wasp's Sting).

## Altri Wasp
Nel corso degli anni di pubblicazioni altri due personaggi hanno assunto i panni di Wasp:

### Henry Pym
Durante il periodo in cui Janet è stata data per morta, Hank ha assunto brevemente il nome di battaglia di Wasp II per onorarne la memoria.

### Nadia Pym
Figlia di Henry Pym e Maria Trovaya cresciuta nella Stanza Rossa, una volta fuggita entra nei Vendicatori e assume i panni di Wasp III.

## Altre versioni

### House of M
Nella realtà di House of M, Janet van Dyne è la più celebre stilista del mondo, i cui vestiti vengono indossati da tutti i mutanti più influenti della scena mondana e politica, inclusi i reali di Genosha e del Wakanda; inoltre è conosciuta per aver disegnato il costume di Ms. Marvel.

### Mangaverse
Nel Marvel Mangaverse, Wasp è una dipendente della Stark International i cui poteri derivano da una tuta ipertecnologica e che condivide un'accesa rivalità con Antoinette "Toni" Stark (Iron Girl). Viene uccisa dai ninja della Mano.

### Marvel Zombi
Nella realtà di Marvel Zombi, Wasp e Giant-Man sono entrambi divenuti zombie ma quest'ultimo cerca una cura studiando uno dei pochi esseri umani immuni all'infezione, Pantera Nera, che ha privato di un braccio e di una gamba; Wasp aiuta il vecchio amico a fuggire venendo tuttavia decapitata dal furibondo marito ma riuscendo a sopravvivere per via della sua natura di non morta e ricevendo in seguito un corpo da cyborg grazie a Pantera Nera, che la porta con sé dopo essersi unito al movimento di resistenza autobattezzatosi gli Accoliti. Avendo mantenuto una certa dose di raziocinio nonostante la trasformazione, Wasp diviene una preziosa alleata del gruppo ma infine viene sconfitta e distrutta da un'orda zombie di una dimensione parallela.

### MC2
Nel futuro alternativo di MC2 Hank Pym e Janet van Dyne sono rispettivamente morti in missione coi Vendicatori e per il dolore di aver perso il marito ma hanno avuto due gemelli Hope Pym (Regina Rossa) e Henry Pym Jr. (Granduomo) che, assetati di vendetta, diventano supercriminali nemici degli A-Next, la "nuova generazione" di Vendicatori.

### Ultimate
Nell'universo Ultimate Janet van Dyne è una mutante ventiseienne asioamericana da parte di madre ed ex-compagna di stanza di Betty Ross all'Università di Berkeley dove ha conseguito due dottorati e ha incontrato Henry Pym che sposa nonostante sia solito picchiarla ed insultarla provocandole traumi tali da farla soffrire per anni di bulimia. La sua mutazione le conferisce l'abilità di rimpicciolirsi, farsi spuntare ali d'insetto ed emettere scariche d'energia ma anche effetti collaterali quali l'occasionale consumo di insetti e la posa di costrutti simili a uova, dallo studio di un campione del suo sangue, Pym ricava la formula per mutare dimensioni grazie alla quale diventa famoso e, nel momento in cui la coppia viene reclutata nello S.H.I.E.L.D. in qualità di membri degli Ultimates, nonostante l'organizzazione sia al corrente delle sue origini, la ragazza decida di non rivelarle né all'opinione pubblica né ai compagni. La militanza col gruppo non fa però che accrescere il carattere instabile del marito che, geloso del rapporto instauratosi tra Janet e Capitan America, ha con lei una violenta lite attaccandola con un esercito di formiche e mandandola in shock anafilattico, motivo per il quale viene espulso dal gruppo e picchiato selvaggiamente da Cap che in seguito inizia una relazione con la giovane, nonostante la loro differenza generazionale risulti spesso problematica.
Contemporaneamente lei e l'ex-marito si riavvicinano, tanto che questi le fornisce un siero capace di ingigantirla in vista dello scontro coi Liberatori; Wasp diviene in seguito la co-leader del gruppo assieme a Capitan America. Nel corso di Ultimatum viene uccisa dall'onda distruttiva di Magneto e mangiata da Blob. Dopo aver ritrovato il suo cadavere, Hank tenta di riportarla in vita in un corpo robotico attraverso il misterioso "Progetto Jocasta", poco prima di morire eroicamente salvando gli Ultimates dall'attacco kamikaze di Jamie Madrox e dei suoi duplicati.

### Vendicatori/JLA
Nel crossover Vendicatori/JLA Wasp contribuisce a sconfiggere Starro, dopodiché lei e Hank fanno amicizia con Elongated Man e sua moglie Sue Dibny, infine, insieme ai Vendicatori, si allea con la Justice League nella battaglia finale contro Krona.

## Altri media

### Animazione
- Wasp compare nel film d'animazione Ultimate Avengers e nel suo sequel Ultimate Avengers 2, entrambi prodotti dai Marvel Studios e distribuiti direttamente in home video da Lions Gate Entertainment nel 2006.
- Il personaggio appare brevemente nel film animato Next Avengers - Gli eroi di domani, mentre suo figlio Henry Pym Jr. è membro dei nuovi e giovani Vendicatori.

### Cinema
Nel Marvel Cinematic Universe, Janet van Dyne non è la principale Wasp delle vicende narrate bensì lo è sua figlia Hope. In questa versione Janet è inizialmente una figura di mistero: di lei viene solo detto che, dopo essersi rimpicciolita a livello subatomico durante una missione, rimase tragicamente intrappolata nel Regno Quantico venendo creduta morta dai familiari. Solo successivamente il personaggio fa il suo debutto sullo schermo, interpretata da Michelle Pfeiffer: 
- in Ant-Man (2015), Janet compare solo di sfuggita in una foto col volto della stuntwoman Hayley Lovitt[91][92]; qui Hank racconta la storia della scomparsa di sua moglie a Scott Lang per metterlo in guardia sulla pericolosità della sua nuova tuta. Dopo una breve permanenza nel Regno Quantico, Scott riesce però a tornare sano e salvo.
- in Ant-Man and the Wasp (2018) sia Janet che la figlia Hope vestono i panni di Wasp, indossando due differenti versioni della tuta. Dopo un flashback che mostra il momento della sua scomparsa, nel presente Hank e Hope scoprono che Janet ha sviluppato un collegamento mentale con Scott al termine del film precedente e pianificano di sfruttarlo per rintracciarla. Il piano ha successo e Janet, dopo 30 anni di prigionia, ritorna nelle sue dimensioni normali e si ricongiunge con Hank e Hope. Inoltre mostra che il tempo trascorso a livello subatomico ha impregnato il suo corpo di energia quantica che le permette di curare la sfasatura molecolare di Ghost. Poco tempo dopo Janet, Hank e Hope sono vittime dello schiocco di Thanos.
- Janet compare brevemente anche in Avengers: Endgame (2019), dove presenzia al funerale di Tony Stark dopo che lei e la sua famiglia sono rescuscitati dallo schiocco di Hulk.
- Janet compare nella serie animata What If...?, in cui l’Osservatore mostra un universo alternativo in cui Janet, contraendo un virus nel Regno Quantico che la rende una non-morta, dà inizio ad un’apocalisse zombie sulla Terra.
- in Ant-Man and the Wasp: Quantumania (2023) Janet, Hank, Hope, Scott e Cassie Lang si ritrovano intrappolati in una zona civilizzata e finora sconosciuta del Regno Quantico, ma che Janet conosce molto bene. In questo frangente Janet rivela che durante la sua prigionia conobbe il terribile Kang il Conquistatore, a cui impedì di fuggire dal Regno, e che per questo nutre un grande rancore verso di lei. Dopo aver sconfitto Kang il quintetto fugge dal Regno e torna a casa.

### Televisione
- Wasp, doppiata in originale da Peg Dixon, compare nel segmento dedicato a Capitan America della serie animata The Marvel Super Heroes.
- Il personaggio ha due brevi camei muti in un episodio de I Fantastici Quattro e in uno de Gli X-Men.
- Nella serie animata I Vendicatori Wasp, doppiata in originale da Linda Ballantyne, è la leader della squadra assieme a suo marito Ant-Man.
- Wasp, doppiata in originale da Jennifer Morrison[93], è un personaggio ricorrente in Super Hero Squad Show.
- Janet van Dyne/Wasp, doppiata in originale da Colleen O'Shaughnessey, è una dei personaggi principali della serie animata Avengers - I più potenti eroi della Terra[94].
- Wasp, doppiata in originale da Kaori Mizuhashi[95], è una dei protagonisti dell'anime Disk Wars: Avengers.
- Wasp, doppiata in originale dalla stessa Kaori Mizuhashi, è una dei protagonisti dell'anime Future Avengers.
- Wasp, doppiata in originale da Marlie Collins, è presente nella serie animata Marvel Super Hero Adventures.

### Videogiochi
- Wasp compare in Captain America and The Avengers.
- Wasp compare come personaggio giocabile in Marvel Super Hero Squad Online.
- Wasp compare in Marvel: Avengers Alliance.
- Wasp compare come personaggio giocabile in Marvel Heroes.
- Wasp compare come personaggio giocabile in LEGO Marvel Super Heroes.
- Wasp compare in Disney Infinity 2.0: Marvel Super Heroes.
- Wasp compare come personaggio giocabile in Marvel Future Fight.
- Wasp compare in Marvel Avengers Academy, doppiata da Alexandra Daddario[96].
- Wasp compare come personaggio giocabile in LEGO Marvel's Avengers.
- Wasp compare come personaggio giocabile in LEGO Marvel Super Heroes 2.

### Letteratura
Nei romanzi della serie Millennium di Stieg Larsson, la protagonista, Lisbeth Salander, utilizza il nickname "Wasp" in omaggio al personaggio, sebbene ciò venga rivelato solo nel quarto capitolo, Quello che non uccide, scritto da David Lagercrantz.